# Trikeraia
Genre
Trikeraia  est un genre de plantes monocotylédones de la famille des Poaceae (graminées), sous-famille des Pooideae, originaire d'Asie, du Pakistan au Tibet, qui comprend 4 espèces.
Ce sont des plantes herbacées vivaces, cespiteuses, aux tiges (chaumes) de 20 à 70 cm de long, aux inflorescences en panicules.

## Liste d'espèces
Selon Tropicos (6 juillet 2017) (Attention liste brute contenant possiblement des synonymes) :
- Trikeraia hookeri (Stapf) Bor
- Trikeraia oreophila Cope
- Trikeraia pappiformis (Keng) P.C. Kuo & S.L. Lu
- Trikeraia tianshanica S.L. Lu & X.F. Lu